# Вил Дјурант
Вилијам Џејмс Дјурант (енгл. William James Durant; Норт Адамс, 5. новембар 1885 — Лос Анђелес, 7. новембар 1981) је био амерички писац, историчар и филозоф. Најпознатији је по својој једанаестотомној Историји светске цивилизације (енгл. The Story of Civilization) коју је написао заједно са својом супругом Аријел и објављивао између 1935. и 1975. Његово раније дело Историја филозофије (енгл. The Story of Philosophy), коју је написао 1926, је значајно помогло популаризовању филозофије.
Дјурант је награђен Пулицеровом наградом 1968. и Председничким орденом слободе 1977.
Према наводима хрватског новинара, Дарка Худелиста, Добрица Ћосић, српски писац и политичар, био је под утицајем Дјуранта у својој младости.